# Jackie Baumann
Jackie Baumann (* 24. August 1995 in Ulm) ist eine ehemalige deutsche Leichtathletin, die sich auf den 400-Meter-Hürdenlauf spezialisiert hatte. Sie lief auch Sprints zwischen 100 und 400 Meter.

## Berufsweg
Baumann ist in Tübingen aufgewachsen und machte 2013 Abitur am Uhland-Gymnasium. Ihr Berufswunsch ist Gymnasiallehrerin. Sie studiert Geschichte und Sportwissenschaft auf Lehramt.

## Sportliche Karriere
Jackie Baumann kommt aus einer sportaffinen Familie, ihr Vater Dieter Baumann ist Olympiasieger und Mutter Isabelle Trainerin.
Nachdem sie verschiedene andere Sportarten ausprobiert hatte, kam sie mit zwölf Jahren zur Leichtathletik. Bevor sie zu den 400 Meter Hürden fand, war sie im Mehrkampf auf Landesebene erfolgreich. In den Mehrkampf-Anfängen deutete sich bei Baumann zuerst ein Talent im Hochsprung an. Im Alter von 15 Jahren schaffte sie 1,72 m, wurde aber nicht groß genug und ging auf die Suche nach einer neuen Disziplin, die mit der Entscheidung für die Langhürden endete.
2013 kam Baumann bei den Deutschen Jugendmeisterschaften (U20) auf den 3. Platz über 400 Meter Hürden.
2014 führte sie die U20-Bestenliste mit 58,42 s an und war Zweitschnellste bei den U23-Läuferinnen. Im folgenden Jahr war sie mit 56,62 s Jahresschnellste der U23.
2015 wurde sie Deutsche Meisterin über 400 Meter Hürden.
2016 schaffte Baumann beim International Flanders Athletics Meeting (IFAM) in Oordegem (Belgien) am 28. Mai mit 56,19 s die Olympianorm. Wenig später wurde sie Deutsche Meisterin über 400 Meter Hürden und sicherte sich wegen der zuvor erreichten Norm die Teilnahme an den Olympischen Spielen in Rio de Janeiro, wo sie in der Vorrunde ausschied.
2017 wurde Baumann im nordfranzösischen Lille Team-Europameisterin, beim 400-Meter-Hürdenlauf belegte sie den 7. Platz. Am Jahresende führte Baumann mit 55,72 s über diese Distanz die deutsche Jahresbestenliste an.
2018 musste Baumann verletzungsbedingt auf die Freiluftsaison und besonders auf die Vorbereitungen für die Europameisterschaften in Berlin verzichten. Nachdem sie die Achillessehnenverletzung auskuriert hatte, ereilte sie die Diagnose Wadenbeinbruch.
2019 konnte sie Deutsche Vizemeisterin werden.
2020 startete Baumann Ende Januar mit persönlichen Bestleistungen über 200 und 400 Meter in die Hallensaison. Mitte Juli steigerte sie ihre Bestmarke über 400 Meter Hürden auf 55,53 Sekunden, womit sie die deutsche Jahresbestenliste über die Langhürden anführte und Titelfavoritin bei den Deutschen Meisterschaften in Braunschweig war.
Anfang August 2020 gab Baumann überraschend ihr sofortiges Karriereende bekannt, da sich der mentale Stress vor und nach Wettkämpfen, der auch erhebliche gesundheitliche Folgen hatte, trotz professioneller Hilfe nicht verflüchtigte und es ihr schwerfiel, sich im Wettkampfsport wohlzufühlen.
Jedoch betrieb sie hobbymäßig auch weiterhin Leichtathletik und wurde am 29. Mai 2022 mit der Staffel des LAV Tübingen Deutsche Meisterin über 3 × 800 Meter.

## Persönliche Bestleistungen
(Stand: 18. Juli 2020)
Halle
- 200 m: 23,89 s, Mannheim, 26. Januar 2020
- 400 m: 53,76 s, Karlsruhe, 31. Januar 2020

Freiluft
- 100 m: 12,03 s, Mannheim, 8. August 2015
- 200 m: 24,04 s, Tübingen, 20. Mai 2017
- 300 Meter Hürden: 39,3 s, Sindelfingen, 13. Juni 2020
- 400 m Hürden (76,2 cm): 55,53 s, Papendal (Niederlande), 18. Juli 2020

## Leistungsentwicklung
| Jahr | 400 m Hürden |
| ---- | ------------ |
| 2012 | 62,64 s      |
| 2013 | 60,09 s      |
| 2014 | 58,42 s      |
| 2015 | 56,62 s      |
| 2016 | 56,19 s      |
| 2017 | 55,72 s      |
| 2018 | –            |
| 2019 | 56,26 s      |
| 2020 | 55,53 s PB   |

## Erfolge
national
- 2013: 3. Platz Deutsche Jugendmeisterschaften (U20) (400 m Hürden)
- 2013: 6. Platz Deutsche Juniorenmeisterschaften (U23) (400 m Hürden)
- 2015: Deutsche Meisterin (400 m Hürden)
- 2016: Deutsche Meisterin (400 m Hürden)
- 2019: Deutsche Vizemeisterin (400 m Hürden)

international
- 2014: Halbfinale U20-Weltmeisterschaften (400 m Hürden)
- 2015: 8. Platz U23-Europameisterschaften (400 m Hürden)
- 2017: Team-Europameisterin
- 2017: 7. Platz Team-Europameisterschaft (400 m Hürden)